# La Nit Trista
La Nit Trista (del castellà, La Noche Triste) va ser una batalla que va tenir lloc el 1520 a Tenotxtítlan, a Mèxic, entre les forces asteques i els espanyols, dins del context de la conquesta de Mèxic duta a terme pels mateixos espanyols. Els espanyols la van perdre i un bon nombre dels soldats que es van desplaçar d'Espanya fins a Mèxic van resultar morts. Segons la llegenda, la nit de la derrota, el líder espanyol, Hernán Cortés, s'hauria assegut sota un arbre i plorat la mort de gran part dels seus soldats. És d'aquesta llegenda que en surt l'expressió “la nit trista” que dona nom a la batalla.
El 8 de novembre del 1519, Cortés i el seu exèrcit va entrar a la capital de l'Imperi asteca, Mèxic-Tenotxtítlan. L'emperador mexica, Moctezuma II, els va rebre amb honor. Però quan els mexiques es van assabentar de la verdadera intenció de Cortés, és a dir, colonitzar les terres i sotmetre els mexiques fent-los esclaus a bon preu, els asteques es van rebel·lar. Els mexiques o asteques van començar doncs a atacar les casernes dels espanyols. L'emperador mexica va haver d'apaivagar els ànims, però va acabar rebent pedrades per part dels seus que el van considerar com un traïdor.
Pensant que capturant i matant l'emperador mexica distraurien el poble amb el funeral i així podrien escapar-se'n, Cortés, va matar Moctezuma II. Però, els asteques ja havien escollit a un altre emperador que lideraria un sollevament tan violent que els espanyols van haver de fugir sota les ordres d'Hernán que no va veure una altra possibilitat davant la carnisseria asteca. Desenes d'espanyols van ser capturats i matats. Diu la llegenda que la nit de la derrota, el líder espanyol s'hauria assegut sota un arbre i plorat la mort dels seus soldats.